# Rick James
Pour les articles homonymes, voir Richard James et James.
James Ambrose Johnson, Jr., dit Rick James, né le 1er février 1948 à Buffalo (État de New York), et mort le 6 août 2004 à Los Angeles (Californie), est un chanteur, musicien, parolier, et producteur de funk et de soul américain.

## Introduction
Rick James naît le 1er février 1948 à Buffalo aux États-Unis. Il joue de la basse avec différents groupes puis revient chez Motown en tant que compositeur et producteur.
Il fut l'un des artistes de la Motown les plus populaires durant les années 1980 grâce à des tubes comme Super Freak, Give It To Me Baby, Ghetto Life, ou encore Ebony Eyes en duo avec Smokey Robinson.
C’est par le biais de la compagnie Motown que Rick devient l’une des stars les plus en vue des ghettos à la fin des années 1970 en prenant la tête d’une école subversive et provocatrice, en réaction au consensus mou figuré par le disco. Berry Gordy, patron de Motown, avoue dans ses mémoires avoir été choqué par la trivialité et l’insolence des concerts de James, tout en lui reconnaissant une inventivité hors norme en studio.

## Biographie
Troisième fils d'une famille de huit enfants, James Johnson est élevé seul avec sa mère Mabel Gladden à la suite de l'abandon de son père. Ayant quitté l'école prématurément mais ne souhaitant pas intégrer l'armée, il finit tout de même par s'engager en tant que réserviste dans la Navy sur les conseils de ses camarades de cours d'apprentissage du Swahili. Comme la discipline militaire lui convient mal et qu'il est menacé d'être envoyé au Viêt Nam pour ses absences fréquentes, il finit par déserter et s’exile au Canada au milieu des années soixante pour monter à Toronto un premier groupe folk rock, les Mynah Birds, avec Neil Young, Bruce Palmer et Goldy McJohn – trois musiciens qui se rendront célèbres par la suite au sein de Buffalo Springfield et de Steppenwolf. L’ambition de celui qui se fait appeler Rick James Matthews étant d’enregistrer pour Motown, il emmène les Mynah Birds en 1966 à Détroit pour y enregistrer un album qui ne verra jamais le jour, l’armée étant venue lui demander des comptes à la suite de sa désertion.
En 1968, James est de retour chez Motown où il écrit des chansons pour Bobby Taylor & the Vancouvers (Malinda), les Spinners et les Marvelettes, mais c’est de l’autre côté de l’Atlantique que sa carrière va se poursuivre, plus particulièrement en Angleterre où il dirige un ensemble funk fortement influencé par Sly Stone, Main Line, avec lequel il réalise un album pour MGM. De retour aux États-Unis, il poursuit ses explorations funk sous la bannière du label A&M d’Herb Alpert pour lequel il enregistre My Mama, mais c’est à nouveau chez Motown qu’il trouve véritablement le moyen de s’exprimer à partir de 1977, à la fois comme artiste et producteur.
Le succès immédiat de You and I sur Gordy au printemps 1978 (no 1 Soul et no 13 Pop), en pleine ère disco, ouvre de nouvelles perspectives à Motown où l’on perçoit tout le potentiel du langage direct avec lequel James s’exprime dans un décor funk sans concession. Dans la foulée de l’album Come Get It! d’où émerge également Mary Jane (un hymne aux bienfaits de la marijuana), les recueils Bustin’ Out of L Seven et Fire It Up en 1979 confirment la tendance avec une nouvelle suite de singles jugés provocateurs : Bustin’ Out, High on Your Love Suit, Love Gun, etc. Avant les élucubrations érotico-schizophréniques de Prince, James Johnson s’évertue à donner une identité sulfureuse au personnage de Rick James, sorte de conscience asociale d’une nouvelle génération qui ne mâche pas ses mots en chantant les plaisirs du sexe et les vertus de la drogue; de même, il semble que son œuvre de chef de clan musical avec les Mary Jane Girls et le Stone City Band va influencer la démarche du Kid de Minneapolis.
La consécration des efforts de Johnson/James survient en 1981. Un an après la sortie discrète de Garden of Love, Street Songs est l’album de l’année dans les ghettos afro-américains où il reste en tête des meilleures ventes pendant un temps record de vingt semaines. Sa façon de décrire le quotidien de l’Amérique noire du début de l’ère Reagan avec des textes sans détours qui inspireront plus d’un rappeur par la suite (Ghetto Life, Give It to Me Baby, Super Freak) bouleverse le regard de toute une nation sur sa principale minorité. Rick invite aussi bien les Temptations que la chanteuse rock Grace Slick sur l'album qui dépasse rapidement le million d’exemplaires vendus. La tournée qui suit est à la mesure de ce disque paradoxal ; tout en faisant sur scène l’apologie de la prostitution et le procès de la police en fumant obstinément un joint géant, James dévoile ses talents de chanteur de ballade à la tête de son Stone City Band, désamorçant toute accusation d’ethno-centrisme en invitant sur scène la chanteuse blanche Teena Marie dont il a produit peu auparavant plusieurs titres à la demande de Berry Gordy (I’m a Sucker for Your Love).
Jusqu’au milieu de la décennie, Rick James passe le plus clair de son temps en studio pour diriger les Temptations (Reunion en 1982), le groupe Process and the Doo-Rags de son ancien choriste James Hawkins (Too Sharp en 1984), les Mary Jane Girls (In My House en 1985) ou encore Eddie Murphy (Party All the Time en 1985) tout en enregistrant des duos avec Chaka Khan (Slow Dancin’ en 1982) et Smokey Robinson (Ebony Eyes en 1983). Pour son propre compte, James donne une image de lui-même plus apaisée en 1982-83 avec les recueils Throwin’ Down (Dance Wit’ Me, Standing on the Top, Hard to Get) et surtout Cold Blooded pour lequel il crée un décor musical inédit, en rupture avec le funk de ses débuts : Cold Blooded, six semaines en tête des classements dans les ghettos en 1983, U Bring the Freak Out, Ebony Eyes.
À la suite de Reflections (en) qui propose en 1984 un mélange de nouveautés (17, You Turn Me On) et d’anciens best-sellers, l’album Glow (avec Can’t Stop, la chanson du film Le Flic de Beverly Hills avec Eddie Murphy) connaît un succès appréciable l’année suivante alors que James semble avoir trouvé une sérénité qui lui échappait jusque-là. La tension qui a toujours gouverné sa créativité revient en force dès 1987 lorsqu’un désaccord grandissant sur l’avenir des Mary Jane Girls le pousse à quitter Motown peu après de The Flag (Sweet and Sexy Thing). À peu près à cette époque, il fait une apparition dans un épisode de L'Agence tous risques (Rock'n'roll, saison 4 épisode 7) où sous son nom de scène il aide un ami chanteur (C. J. Mack interprété par Isaac Hayes) en prison avec à la clef, un mini-concert donné dans la prison ou on l'entend chanter Super Freak. Warner, qui vient de réactiver Reprise Records, s’empresse de lui proposer un contrat et engrange rapidement les bénéfices de ce recrutement grâce au succès de Loosey’ Rap, un duo avec la rappeuse Roxanne Shante qui donne à James le quatrième et Numéro Un noir de sa carrière au mois d’août 1988. À l’heure du New jack swing, l’album Wonderful aurait pu donner un nouvel élan au roi du punk-funk, mais sa carrière s’enlise, faute de promotion adéquate. Après un ultime hit en forme d’hommage aux Drifters, This Magic Moment/Dance with Me, le nom de Rick James disparaît des palmarès musicaux.
Rattrapé par son mode de vie pour le moins décadent, James est arrêté en 1991 pour avoir abusé de plusieurs femmes sous l’emprise du crack. Rongé par la cocaïne, il échappe à la prison en passant plusieurs mois dans un centre de désintoxication mais sa carrière est derrière lui, malgré la publication sur Private en 1997 de l’album Urban Rapsody. Deux ans plus tard, une crise cardiaque durant un concert le handicape en le privant de l’usage de ses jambes. En 1998, il est de nouveau hospitalisé pour un accident cardiaque.
Il meurt le 6 août 2004 à Los Angeles d'une insuffisance respiratoire et d'un arrêt cardiaque. Une autopsie va détecter plusieurs drogues dans son organisme et pointe comme cause une cardiomyopathie.

## Discographie
- Come Get It! (1978)
- Bustin' Out of L Seven (1979)
- Fire It Up (1979)
- Garden of Love (1980)
- Street Songs (1981; édition deluxe en 2001)
- Throwin' Down (1982)
- Cold Blooded (1983)
- Reflections (1984)
- Glow (1985)
- The Flag (1986)
- Wonderful (1988)
- Urban Rapsody (1997)
- DEEPER STILL (2007)       (posthume)

## Compilations
- Bustin' Out: The Best of Rick James (1994)
- The Ultimate Collection (1997)
- Anthology (2002)
- Greatest Hits (2004)
- Gold (2005)
- The Definitive Collection (2006)
- ICON (2010)

## DVD
- I'm Rick James : The Definitive DVD (2009)

## Filmographie

### Acteur
- 1985 : L'Agence tous risques (The A-Team) - Saison 4, épisode 6 : lui-même

## Vie privée
Il a eu trois fils, une fille et deux petites-filles.
Il est le neveu de Melvin Franklin, membre du groupe Temptations.

## Divers
En 1990, le rappeur californien MC Hammer connait un succès international avec son single U Can't Touch This, lequel reprend l'instrumental de Super Freak de Rick James.
I'm Real, grand succès de Jennifer Lopez et Ja Rule sorti en 2001, sample le titre Mary Jane de Rick James.
La version longue de son single Super Freak est utilisée dans la scène finale du film Little Miss Sunshine, sorti en 2006.
En 2006, le rappeur Busta Rhymes sort le single In the Ghetto, lequel sample le titre Ghetto Life de James. Le clip vidéo du single lui rend également hommage.
Les humoristes Dave Chapelle et Charlie Murphy ont relancé la popularité de Rick James vers la fin de sa vie grâce à un sketch du Chappelle's Show. Dans ce sketch, Murphy narrait ses anecdotes insolites vécues avec le chanteur de Super Freak, tandis que Chappelle interprétait James dans sa trentaine, dépeint comme totalement mégalomane et constamment sous l'empire de la cocaïne. Les citations de ce sketch telles que « I'm Rick James, bitch! » et « Cocaine is a hell of a drug! » (« La cocaïne, c'est une putain de drogue ! ») sont depuis devenues cultes.